# Nicolai Ostrovski
Nicolai Alekseevici Ostrovski (rusă Николай Алексеевич Островский) (29 septembrie 1904, Vilia, Ucraina, Imperiul Rus - 22 decembrie 1936, Soci, URSS) a fost un scriitor sovietic socialist. 

## Biografie
S-a născut în satul Vilia din vestul Ucrainei, într-o zonă de pe lângă râul Neris. A devenit membru de partid bolșevic din 1917 și a luptat în Războiul civil rus în cavaleria generalului Budionnîi. Cam din aceea perioadă a început să sufere de spondilită anchilozantă (sindrom Behterev). În 1922 a fost trimis la Berdiansk, apoi a fost declarat invalid. Starea sănătății s-a agravat ulterior, fiind imobilizat la pat și orbind.
Principala sa operă, cu o importantă componentă autobiografică, pe care a început să o scrie în 1930, este Așa s-a călit oțelul, protagonistul operei fiind eroul pozitiv Pavel Korciaghin. A scris, de asemenea, un roman neterminat Născuți în furtună.
Opera sa este reprezentativă realismului socialist, Pavel Korciaghin devenind modelul „omului nou al societății comuniste”.  I s-a decernat ordinul Lenin în 1935.
„Iată de ce Pavel Corceaghin este un personagiu uluitor. El este imaginea fidelă a omului într-adevăr nou, a tânărului revoluționar de tip stalinist, pentru care nu există greutăți de netrecut, nu există piedici de neînlăturat, nu există impasuri morale de nerezolvat, în lupta aprigă dusă împotriva exploatatorilor lumii muncitoare. Orb și paralizat în urma rănilor căpătate în războiul civil, în lupta revoluționară împotriva monștrilor umanității - cum i-a denumit atât de plastic I. V. Stalin pe satrapii libertăților populare - Pavel Corceaghin nu renunță la luptă. În clipa când e redus la neputință fizică, începe să descrie marea frământare revoluționară a epocii lui, lupta dârză pentru eliberarea de sub jugul exploatării și dăruiește celor din jurul său o armă teribilă de luptă: o carte. Așa s-a călit oțelul este un manual al vieții, cum istoria literaturii nu a cunoscut până la dânsul, cu excepția Mamei lui Gorki. Pavel Corceaghin ilustrează o nouă atitudine față de viață, caracteristică numai proletariatului revoluționar". ”— Ion Vitner - Pasiunea lui Pavel Corceaghin - Eseuri critice,  Editura de Stat, București, 1949 

## Traduceri în limba română
- Nicolae Ostrovski - Așa s-a călit oțelul, Editura Cartea Rusă, București, 1945
- Nikolai Ostrovski - Așa s-a călit oțelul, editia a 7-a, Editura Tineretului, București, 1963
- Născuți în furtună, 1960, BPT 14

## Biografie
- N. Vengrov, M. Efros - N. A. Ostrovski, Colecția Oameni de seamă, Editura Tineretului, București, 1958

## In memoriam
- Muzeul memorial Nikolai Ostrovski[4], Soci
- Bustul lui N. Ostrovski (marmură) realizat de sculptorul Iosif Davidovici (1967) situat în curtea Școlii pentru nevăzători și slabvăzători „Nicolai Ostrovski” din municipiul Bălți[5]